# Station Lauve
Station Lauve is een station in  Lauve in de gemeente Larvik in fylke Vestfold in  Noorwegen. Het station ligt aan Vestfoldbanen. Het stationgebouw, uit 1881, is ontworpen door Balthazar Lange, een architect die met name stations heeft ontworpen in Vestfold en Østfold. Sinds 1978 is het gesloten voor personenvervoer.